# Sebastian Dierkes
Sebastian Dierkes ist ein deutscher Tonmeister und Komponist.

## Karriere
Sebastian Dierkes studierte in Berlin und Mittweida Film und Fernsehen in der Fachrichtung Audiotechnik. Zahlreiche Film- und Rundfunkproduktionen sowie Tätigkeiten in renommierten Konzerthäusern wie der Berliner Philharmonie prägten den Tonmeister. Derzeit konzentriert sich seine Tätigkeit auf Sounddesign, Komposition und Musikproduktion in unterschiedlichen Bereichen. 
Neben zahlreichen CD-Produktionen, Filmmusik, Werbevertonungen und unterschiedlichen Arrangements ist er auch im Musiktheater aktiv. 2012 wurde das Musical „Die Schneekönigin“ uraufgeführt.

## Veröffentlichungen
- In der Rundfunk-Berichterstattung verwendete Tontechnik: von den Anfängen bis heute. VDM Verlag Saarbrücken, Dr. Müller, 2010, ISBN 978-3639271898